# Omer Bakheit
Omer Bakheit est un footballeur soudanais né le 24 novembre 1984. Il joue au poste de milieu de terrain.
Il a participé à la Coupe d'Afrique des nations 2008 avec l'équipe du Soudan.

## Carrière
- 2005- : Al Hilal Khartoum ( Soudan)

## Palmarès
- Champion du Soudan en 2006 avec Al Hilal Omdurman